# Eurojet România

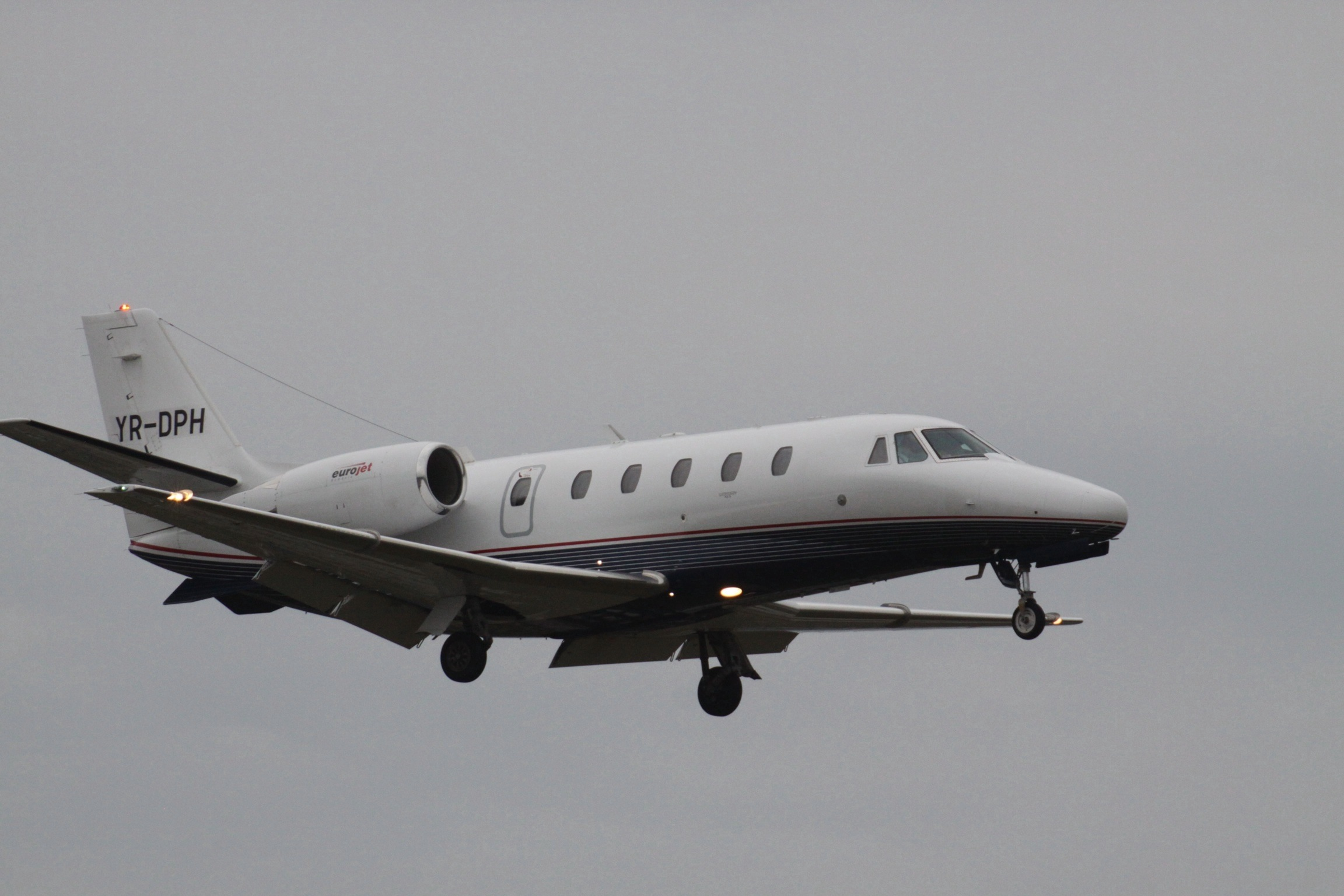
Eurojet România Cessna Citation Excel în 2014

Eurojet a fost o companie aeriană privată din România.
A fost înființată în ianuarie 2004 pentru a asigura nevoile de călătorie ale personalului grupului Rompetrol, deținut atunci de omul de afaceri Dinu Patriciu.
În iunie 2010, Eurojet deținea patru aeronave: o aeronavă Cessna Citation XLS, un Challenger 604, un Cessna Citation Excel și un Cessna Citation Encore. Ultima înregistrare la ANAF a fost în 2015.
Cifra de afaceri în 2005: 2 milioane euro.

## Achiziția Avolus
În anul 2009, Eurojet a devenit acționar majoritar al companiei Avolus, o companie de chartere și privat-jets din Marea Britanie.
Cele două companii, Eurojet și Avolus, au format în octombrie 2009 o singură entitate, numită Avolus Group.
Principalul acționar al grupului Avolus Group Bv este DP Holdings, cu 70% din titluri, în timp ce restul de 30% sunt împărțite între foștii acționari ai Avolus Ltd.
În anul 2009, grupul a înregistrat o cifră de afaceri cumulată de 14 milioane de euro, împărțită aproximativ egal între cele două companii.
Principala diferență între cele două membre ale grupului este că Eurojet deține active, în timp ce Avolus este de fapt un broker, care intermediază vânzările și achizițiile de aeronave.